# Бретт Ґаррард
Бретт Ґаррард (англ. Brett Garrard, 21 серпня 1976) — британський хокеїст на траві.
Учасник Олімпійських Ігор 2000, 2004 років.
Бронзовий призер Ігор Співдружності 1998 року.